# گیرمو آرنس
گیرمو آرنس (اسپانیایی: Guillermo Ahrens‎; زاده ۱۹۲۳ – درگذشته ۲۵ ژوئیه ۲۰۱۷) بازیکن بسکتبال اهل پرو بود. وی در بازی‌های المپیک تابستانی ۱۹۴۸ شرکت کرده‌است.